# Weesby
Weesby (danès Vesby) és un municipi de l'estat alemany de Slesvig-Holstein, a l'amt Schafflund al districte de Slesvig-Flensburg. Es troba a 18 kilòmetres de Flensburg. El 2022 tenia 431 habitants.